# Tlalocan
Tlalocan (nah. „kraina wody”) – mityczny raj aztecki, którym według indiańskich legend władał bóg deszczu Tlaloc i jego małżonka Chalchiuhtlicue. Według wierzeń Azteków był to najniższy z 3 kręgów niebieskich, który miał być położony w wysokich górach i obfitujący w pożywienie, kwiaty oraz owoce. Przybywały do niego głównie dusze topielców i zmarłych od porażenia piorunem, a także od wszystkich innych chorób związanych z wodą, aby zażywać przez 4 lata wszelkich przyjemności i ponownie wrócić na ziemię.